# Rubén Cano
Rubén Andrés Cano Martínez (San Rafael, 5 febbraio 1951) è un ex calciatore argentino naturalizzato spagnolo, di ruolo attaccante.

## Carriera

### Club
Cresciuto nelle giovanili della squadra della sua città natale, il San Rafael, esordì come professionista nell'Atlanta di Buenos Aires. Acquistato dall'Elche, vi militò fino al 1976 quando si trasferì all'Atlético Madrid, squadra in cui giocò per sei anni vincendo l'unico trofeo della sua carriera (il campionato nella stagione 1976-1977). Dopo due stagioni a Tenerife, nel 1984 tornò a Madrid firmando per il Rayo Vallecano, squadra con cui concluse di lì a poco la sua carriera.

### Nazionale
Naturalizzato spagnolo, debuttò con le furie rosse il 16 aprile 1977 in un incontro contro la Romania tenutosi a Bucarest. Fu convocato fino al 26 settembre 1979, in occasione di una partita contro il Portogallo, totalizzando 12 partite per 4 reti, di cui una segnata in un match contro la Jugoslavia, decisivo per la qualificazione della Nazionale iberica ai Mondiali del 1978.

## Palmarès
- Campionato spagnolo: 1

Atlético Madrid: 1976-1977